# Język tadżycki
Język tadżycki (тоҷикӣ, забони тоҷикӣ) albo tadżycki farsi (форсии тоҷикӣ) – etnolekt z grupy irańskiej języków indoeuropejskich, zazwyczaj uważany za wariant języka perskiego. Jest językiem urzędowym Tadżykistanu oraz językiem tadżyckiej mniejszości w Uzbekistanie, która stanowi prawie 5% całości ludności kraju.
Język tadżycki zachował wiele archaicznych form gramatycznych i leksykalnych, które zanikły we współczesnej perszczyźnie Iranu.

## Nazwa
Aż do XX wieku użytkownicy tadżyckiego uważali, że posługują się językiem perskim (farsi), ale od czasów Związku Radzieckiego oficjalnie mówi się o języku tadżyckim, odrębnym od perskiego.

## Podział dialektalny
Język perski ma trzy główne standardowe odmiany: farsi, dari i tadżycki. Według rodzimych użytkowników różnice między nimi nie stanowią zbytniej przeszkody dla wzajemnego porozumiewania się, chociaż odmiany te nie są identyczne. Na przykład w irańskim farsi występuje więcej zapożyczeń z francuskiego (na przykład مرسی, mersi – dziękuję), w dari – z angielskiego, a w tadżyckim – z rosyjskiego.
W etnolekcie tadżyckim wyróżnia się cztery (sub)dialekty:
- północne (północny Tadżykistan, Buchara, Samarkanda, Kirgistan i region Duszanbe w dolinie Warzob).
- centralne (dialekty górnej Doliny Zarafszan)
- południowe (południe i wschód od Duszanbe, Kulob i rejon Raszt w Tadżykistanie)
- południowo-wschodnie (dialekty regionu Darwoz i Amu-darii w pobliżu Ruszon)

Ponadto za dialekt języka tadżyckiego/perskiego uważa się język bucharski (inaczej judeo-perski lub judeo-tadżycki).
Niekiedy do grona wariantów perskiego zalicza się też język tacki, w którym mówi się na Kaukazie.

## Pismo
Pierwotnie język tadżycki, podobnie jak perski, zapisywany był pismem arabskim.
W składzie ZSRR najpierw w 1923 roku uproszczono pismo arabskie, potem w 1929 roku zastąpiono je janalifem, a od roku 1940 używa się cyrylicy, z której po odzyskaniu niepodległości usunięto zbędne rosyjskie litery.
| А а | Б б | В в | Г г | Ғ ғ  | Д д  | Е е       | Ё ё  | Ж ж  | З з  | И и  | Ӣ ӣ  |
| [a] | [b] | [v] | [ɡ] | [ʁ]  | [d]  | [e], [je] | [jɔ] | [ʒ]  | [z]  | [i]  | [ˈi] |
| Й й | К к | Қ қ | Л л | М м  | Н н  | О о       | П п  | Р р  | С с  | Т т  | У у  |
| [j] | [k] | [q] | [l] | [m]  | [n]  | [ɔ]       | [p]  | [r]  | [s]  | [t]  | [u]  |
| Ӯ ӯ | Ф ф | Х х | Ҳ ҳ | Ч ч  | Ҷ ҷ  | Ш ш       | Ъ ъ  | Э э  | Ю ю  | Я я  |      |
| [ɵ] | [f] | [χ] | [h] | [tʃ] | [dʒ] | [ʃ]       | [ʔ]  | [e-] | [ju] | [ja] |      |

Po 1989 władze Tadżykistanu opracowały projekt ponownego wprowadzenia pisma arabskiego, jednak wycofano się z niego w połowie lat 90.
Pismem arabskim nadal posługują się użytkownicy języka w Afganistanie, podczas gdy w Tadżykistanie prawie zanikła już jego znajomość.

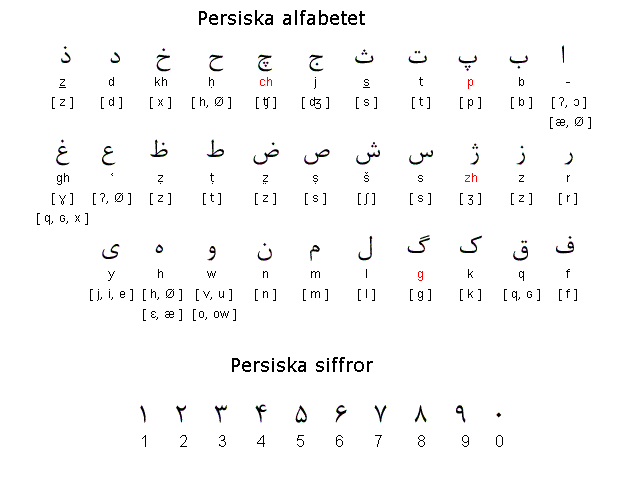
Alfabet arabski używany do zapisu języka perskiego (tadżyckiego/dari)